# Progress MS-31
Progress MS-31 (rusky: Прогресс МC-31, identifikace NASA: Progress 92P) je ruská nákladní kosmická loď řady Progress postavená společnosti RKK Energija a provozovaná agenturou Roskosmos za účelem zásobování Mezinárodní vesmírné stanice (ISS). Ke své zhruba půlroční misi odstartovala 3. července 2025, let potrvá necelého půl roku.

## Loď Progress MS

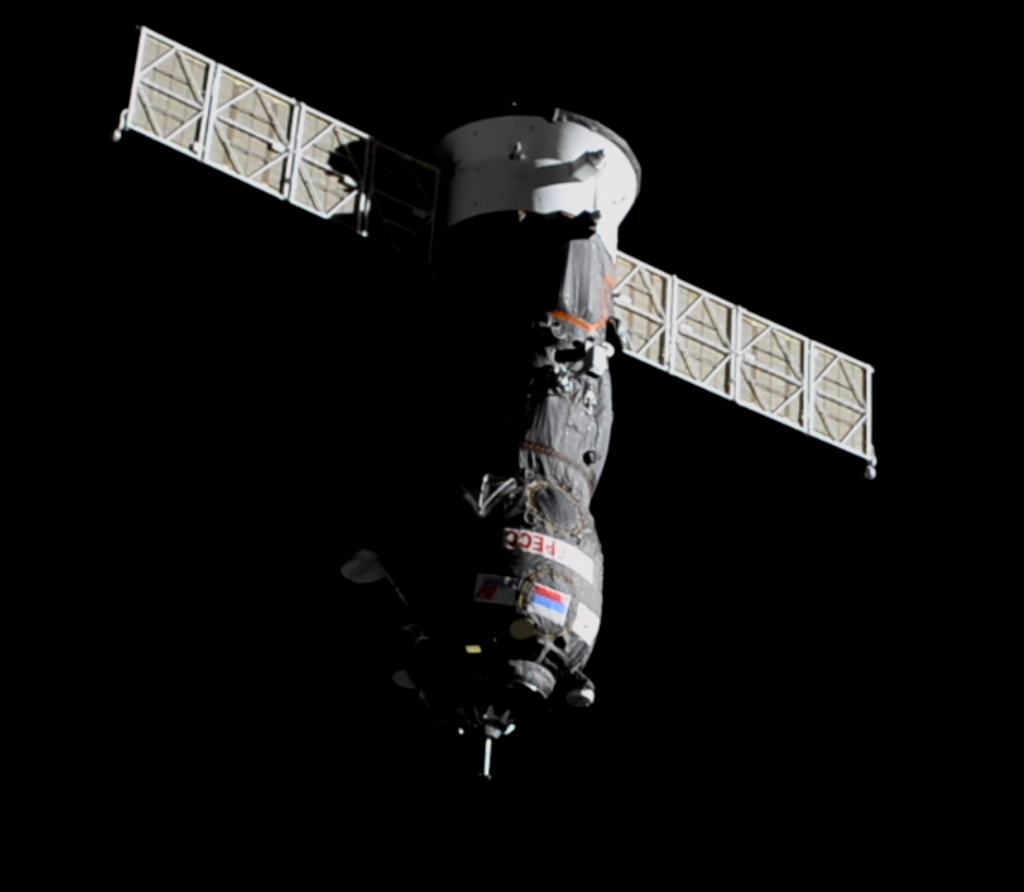
Progress MS-16 při příletu k ISS.

Progress MS je celkem pátá varianta automatické nákladní kosmické lodi Progress používané od roku 1978 k zásobování sovětských a ruských vesmírných stanic Saljut a Mir a od roku 2000 také Mezinárodní vesmírné stanice (ISS). 
První let této varianty s označením Progress MS-01 odstartoval 21. prosince 2015. Celková délka lodi dosahuje 7,2 metru, maximální průměr 2,72 metru, rozpětí dvou solárních panelů 10,6 metru. Startovní hmotnost je až 7 400 kg, z toho užitečné zatížení může dosáhnout až 2 600 kg.
Varianta MS zachovává základní koncepci vytvořenou už pro první Progressy. Skládá se ze tří sekcí – nákladní (pro suchý náklad a vodu), pro tankovací komponenty (na kapalná paliva a plyny) a přístrojové. Varianta je oproti předchozí verzi M-M doplněna o záložní systém elektromotorů pro dokovací a těsnicí mechanismus, vylepšenou ochranu proti mikrometeoroidům a zásadně modernizované spojovací, telemetrické a navigační systémy včetně využití satelitního navigačního systému Glonnas a nového – digitálního – přibližovacího systému Kurs NA. 
Od lodi MS-03 pak Progressy obsahují také nový vnější oddíl, který umožňuje umístění čtyř vypouštěcích kontejnerů pro celkem až 24 CubeSatů.

## Průběh mise
Start standardního letního zásobovacího letu uskutečnil přesně podle plánu 3. července 2025 ve 19:32:40 UTC z kosmodromu Bajkonur na špičce rakety Sojuz 2.1a.
Kosmická loď Progress s výrobním číslem 461 se o 2 dny později, 5. července 2025 ve 21:25:45 UTC připojila k hornímu portu modulu Poisk, který se uvolnil jen o několik dní dříve odletem připojeného Progressu MS-29. 
Let potrvá 167 dní, tedy necelého půl roku, a kosmická loď na jeho konci zanikne v zemské atmosféře i s odpadem, kterým bude naplněna před odpojením od stanice.
Mise je celkem 184. letem nákladní lodi typu Progress a současně jejím 95. letem k ISS. 

## Náklad
Kosmická loď nese na ISS celkem 2 625 kg nákladu, který tvoří:
- palivo pro motory stanice, (950 kg)
- pitná voda (420 kg),
- dusík pro doplnění atmosféry stanice (50 kg),
- ostatní náklad pro posádku a systémy stanice (1 205 kg)..

Do ostatního nákladu patří zejména náhradní a modernizační díly pro systémy ruského segmentu ISS, nářadí pro opravy, lékařské vybavení, hygienické potřeby, potraviny, náklad pro posádku (pošta, osobní předměty apod.) a vědecká zařízení a materiál pro experimenty a výzkumy prováděné posádkou na palubě.